# Lill-Aironjauratj
Lill-Aironjauratj är en sjö i Jokkmokks kommun i Lappland och ingår i Luleälvens huvudavrinningsområde.